# Aleksej Urmanov
Alexej Evgen'evič Urmanov (in russo Алексей Евгеньевич Урманов?; Leningrado, 17 novembre 1973) è un ex pattinatore artistico su ghiaccio russo.

## Palmarès
GP: Champions Series / Grand Prix
| Internazionali            | Internazionali | Internazionali | Internazionali | Internazionali | Internazionali | Internazionali | Internazionali | Internazionali | Internazionali | Internazionali |
| Evento                    | 1989–90        | 1990–91        | 1991–92        | 1992–93        | 1993–94        | 1994–95        | 1995–96        | 1996–97        | 1998–99        |                |
| ------------------------- | -------------- | -------------- | -------------- | -------------- | -------------- | -------------- | -------------- | -------------- | -------------- | -------------- |
| Giochi olimpici invernali |                |                | 5°             |                | 1°             |                |                |                |                |                |
| Campionati mondiali       |                | 8°             | 8°             | 3°             | 4°             | 4°             | 5°             | R              | 5°             |                |
| Campionati europei        |                | 6°             | 3°             | 5°             | 3°             | 2°             |                | 1°             | 3°             |                |
| GP Finale                 |                |                |                |                |                |                | 1°             | 3°             | 2°             |                |
| GP Nations Cup            |                |                |                |                |                |                | 4°             | 1°             |                |                |
| GP Cup of Russia          |                |                |                |                |                |                |                | 1°             | 1°             |                |
| GP Skate America          |                |                |                |                |                |                |                | 2°             | 3°             |                |
| GP Skate Canada           |                |                |                |                |                |                | 1°             |                |                |                |
| Goodwill Games            |                |                |                |                |                | 1°             |                |                | 2°             |                |
| Inter. de Paris           |                |                | 3°             |                |                |                |                |                |                |                |
| Prize of Moscow News      |                | 1st            |                |                |                |                |                |                |                |                |
| NHK Trophy                |                |                | 3°             | 3°             | 3°             |                |                |                |                |                |
| Skate America             |                |                |                |                | 3°             |                |                |                |                |                |
| St. Gervais               |                | 1°             |                |                |                |                |                |                |                |                |
| Internazionali: Junior    |                |                |                |                |                |                |                |                |                |                |
| Campionati mondiali       | 2°             |                |                |                |                |                |                |                |                |                |
| Nazionali                 |                |                |                |                |                |                |                |                |                |                |
| Campionati russi          |                |                |                | 1°             | 1°             | 1°             | 1°             | 2°             | 3°             |                |
| Campionati sovietici      | 6°             | 3°             | 1°             |                |                |                |                |                |                |                |
| R: Ritirato               |                |                |                |                |                |                |                |                |                |                |